# 查克·史奈德
查克里·愛德華·「查克」·史奈德（英語：Zachary Edward "Zack" Snyder，1966年3月1日—），美國男導演、製片人及編劇。和妻子黛博拉、夥伴韋斯利·科勒（Wesley Coller）一同於2004年創始了苛刻與不同尋常影業（Cruel and Unusual Films）。較為著名的作品如《活人生吃》（2004年）、《300壯士：斯巴達的逆襲》（2007年）、《守護者》（2009年）與《超人：鋼鐵英雄》（2013年）。
史奈德也是製片公司The Stone Quarry（前身為苛刻與不同尋常影業）的聯合創始人。

## 早期生活
查克·史奈德出生於威斯康星州格林贝，主要在康乃狄克州里弗賽德成長。他的母親瑪莎·曼利（Marsha Manley；卒於2010年）是戴克羅夫特學校的畫家和攝影老師，也是史奈德後來就讀的學校。他的父親查爾斯·愛德華·「艾德」·史奈德（Charles Edward“ Ed” Snyder）曾是名招聘公司主管。他的姐姐奧黛麗（Audrey）在基督科學教會擔任科學家。孩童時期的史奈德曾在夏季到緬因州哈里森居住。高中畢業一年後，已經開始在參與電影製作的他至英格蘭倫敦的希瑟利美術學院學習繪畫。之後，史奈德就讀加利福尼亚州帕萨迪纳的藝術中心設計學院他於1989年獲得電影系藝術學學士的學位。

## 職業生涯
早期的知名作品為《生人勿近》的重拍版《活人生吃》（2004年） 、《300壯士：斯巴達的逆襲》（2007年）和《守護者》（2009年）。他所執導的改編自同名系列小說的《貓頭鷹守護神》於2010年9月上映，是首部電腦動畫電影作品。後來自編自導自製了奇幻幻想電影《天姬戰》，同時也成為新超人系列電影《超人：鋼鐵英雄》的導演，美國於2013年6月14日上映。在2013年動漫展上他宣布，他將負責於2014年開拍蝙蝠俠和超人一同出現於大螢幕上的電影，於2016年上映。亨利·卡維爾將出演他超人的角色，並在2013年8月宣布，將由班·艾佛列克飾演蝙蝠俠一角。2014年4月，華納兄弟公司宣布在他完成了《蝙蝠俠對超人：正義曙光》後將可直接進行發展正義聯盟的電影。
史奈德的女兒於2017年3月自殺，使得他於2017年5月22日不得已退出《正義聯盟》的後製階段，改由喬斯·溫登代替他的職務，並撰寫和執導額外的補拍。2017年9月12日，他在自己的Twitter上釋出導演短片《Snow Steam Iron》的前導預告及海報。
《正義聯盟》院線版經歷失敗後，民間和業界不斷猜測有所謂的「導演剪輯版」，也就是史奈德製作的原始版本，造成大批粉絲呼籲該版本的釋出；但華納兄弟對此沒有興趣。直到2020年5月，史奈德對外證實《正義聯盟》將推出未經修改的原始版本——《查克·史奈德之正義聯盟》，這使他在接下來的一年來忙碌於此。同時，史奈德還進行著與Netflix合作的喪屍搶劫片《活屍大軍》。兩部電影均於2021年推出。《查克·史奈德之正義聯盟》於HBO Max平台正式登陸後獲得一致好評及引起一時轟動。及後2021年，史奈德在第四屆好萊塢影評人協會上贏得特別頒發的英勇獎（Valiant Award），以表揚具備遠見卓識的他在失去親人的同時，還能克服任何障礙。

## 風格
史奈德是具有個人風格及美學特色的導演，除了擁有很好的視覺效果外，其慢動作及暴力美學是代表特色之一。如《300壯士：斯巴達的逆襲》中，主角以一分鐘長的鏡頭慢動作地強調他殺死的每一個敵人。但在《超人：鋼鐵英雄》中能看出，他也能作出快節奏的戰鬥場景。在每部他所執導的電影裡都會有符合主題的背景顏色，例如：《守護者》裡代表義勇的深藍色、《殺客同萌》裡代表被欺壓的綠色、《300壯士：斯巴達的逆襲》裡代表不敗的黃色、《超人：鋼鐵英雄》裡代表剛毅的灰藍色、《蝙蝠俠對超人：正義曙光》裡代表正義的黑色。

## 個人生活
史奈德在和丹妮絲·韋伯（Denise Weber）離婚後，於1996年遇見了黛博拉·史奈德並於2002年開始交往。2004年9月25日，史奈德和黛博拉在紐約曼哈頓聖公會聖巴多羅買堂結婚。
他們夫妻倆有八個孩子，其中一半來自收養；奧莉維亞（Olivia）、薇羅（Willow）、奥特姆（Autumn）、伊萊（Eli）、以西結（Ezekiel）、傑特（Jett）、薩吉（Sage）和凱區（Cash）。
史奈德和丹妮絲兩人育有奧莉維亞和伊萊，並從中國收養了薇羅和奧特姆。
而以西結與傑特則來自他和自己以前的廣告製作人克莉絲汀·艾琳（Kirsten Elin）。史奈德與黛博拉曾在《超人：鋼鐵英雄》中讓薩吉和凱區參與演出。2017年3月12日，史奈德退出《正義聯盟》後期製作，公司和施耐德对外的说法是女兒奥特姆的自殺导致。2020年12月，史奈德和粉絲為美國預防自殺基金會籌集了超過一百萬美元的善款。

## 作品列表

### 電影
| 年份 | 標題                           | 職位 | 職位     | 職位     | 職位     | 職位                                   |
| 年份 | 標題                           | 導演 | 編劇     | 電影製片 | 攝影指導 | 備註                                   |
| ---- | ------------------------------ | ---- | -------- | -------- | -------- | -------------------------------------- |
| 2004 | 《活人生吃》                   | 是   | 否       | 否       | 否       | 電影導演處女作                         |
| 2007 | 《300壯士：斯巴達的逆襲》      | 是   | 是       | 否       | 否       | 與柯特·強斯泰及麥可·B·戈登合作撰寫劇本 |
| 2009 | 《守護者》                     | 是   | 否       | 否       | 否       |                                        |
| 2010 | 《貓頭鷹守護神》               | 是   | 否       | 否       | 否       |                                        |
| 2011 | 《殺客同萌》                   | 是   | 是       | 是       | 否       | 與史帝夫·西布亞合作撰寫劇本            |
| 2013 | 《超人：鋼鐵英雄》             | 是   | 否       | 否       | 否       |                                        |
| 2014 | 《300壯士：帝國崛起》          | 否   | 是       | 是       | 否       | 與柯特·強斯泰合作撰寫劇本              |
| 2016 | 《蝙蝠俠對超人：正義曙光》     | 是   | 否       | 否       | 否       |                                        |
| 2016 | 《自殺突擊隊》                 | 否   | 否       | 執行製片 | 否       | 兼執導閃電俠首次亮相片段               |
| 2017 | 《神力女超人》                 | 否   | 故事大綱 | 是       | 否       | 與艾倫·海因堡及傑森·法契斯合作撰寫劇本 |
| 2017 | 《正義聯盟》                   | 是   | 故事大綱 | 否       | 否       | 與克里斯·泰瑞歐合作撰寫劇本            |
| 2018 | 《水行俠》                     | 否   | 否       | 執行製片 | 否       |                                        |
| 2020 | 《神力女超人1984》             | 否   | 否       | 是       | 否       |                                        |
| 2021 | 《查克·史奈德之正義聯盟》      | 是   | 故事大綱 | 否       | 否       | 與克里斯·泰瑞歐及威爾·比爾合作撰寫劇本 |
| 2021 | 《活屍大軍》                   | 是   | 是       | 是       | 是       | 與沙伊·哈頓及喬比·哈諾德合作撰寫劇本   |
| 2021 | 《自殺突擊隊：集結》           | 否   | 否       | 執行製片 | 否       |                                        |
| 2021 | 《神偷大軍》                   | 否   | 故事大綱 | 是       | 否       | 與沙伊·哈頓合作撰寫劇本                |
| 2023 | 《Rebel Moon—第1部：火之女》   | 是   | 是       | 是       | 是       | 與柯特·強斯泰及沙伊·哈頓合作撰寫劇本   |
| 2024 | 《Rebel Moon—第2部：烙印之人》 | 是   | 是       | 是       | 是       | 與柯特·強斯泰及沙伊·哈頓合作撰寫劇本   |

### 短片
| 年份 | 標題                                                    | 職位 | 職位     | 職位     | 附註                      |
| 年份 | 標題                                                    | 導演 | 製片     | 編劇     | 附註                      |
| ---- | ------------------------------------------------------- | ---- | -------- | -------- | ------------------------- |
| 1990 | 《Michael Jordan's Playground》                         | 是   | 否       | 否       | 紀錄短片；DVD首映         |
| 2004 | 《The Lost Tape: Andy's Terrifying Last Days Revealed》 | 是   | 否       | 否       |                           |
| 2009 | 《Tales of the Black Freighter》                        | 否   | 執行製片 | 是       | DVD首映                   |
| 2009 | 《Under the Hood》                                      | 否   | 執行製片 | 否       | DVD首映                   |
| 2013 | 《Superman 75th Anniversary》                           | 是   | 否       | 故事大綱 | 與布魯斯·蒂姆合作撰寫劇本 |
| 2017 | 《Snow Steam Iron》                                     | 是   | 是       | 是       | 兼攝影指導                |

### 電視
| 年份 | 標題         | 職位 | 職位 | 職位       | 職位           | 職位 |
| 年份 | 標題         | 導演 | 編劇 | 執行製片人 | 備註           |      |
| ---- | ------------ | ---- | ---- | ---------- | -------------- | ---- |
| 2024 | 《諸神末日》 | 否   | 是   | 是         | 1,8集;兼創作者 |      |

### MV
| 年份 | 創作者          | 歌曲                  |
| ---- | --------------- | --------------------- |
| 1992 | 彼得·墨菲       | 〈You're So Close〉   |
| 1992 | 莫里西          | 〈Tomorrow〉          |
| 1992 | 靈魂收容所      | 〈Somebody to Shove〉 |
| 1993 | 靈魂收容所      | 〈Black Gold〉        |
| 1993 | 亞歷山大·歐尼爾 | 〈In the Middle〉     |
| 1994 | 迪安內·法里斯   | 〈I Know〉            |
| 2009 | 我的另類羅曼史  | 〈Desolation Row〉    |

## 評價總覽
| 電影名稱               | 爛番茄    | 爛番茄   | 爛番茄   | Metacritic | IMDB | Box Office Mojo | Box Office Mojo |
| 電影名稱               | 整體評價  | 專業影評 | 觀眾票選 | Metacritic | IMDB | 北美票房        | 全球票房        |
| 活人生吃               | 76% (171) | 63% (32) | 75%      | 58% (32)   | 7.4  | $59,020,957     | $102,356,381    |
| 300壯士：斯巴達的逆襲  | 60% (223) | 46% (41) | 90%      | 51% (35)   | 7.8  | $210,614,939    | $456,068,181    |
| 守護者                 | 64% (277) | 44% (43) | 68%      | 56% (39)   | 7.8  | $107,509,799    | $185,258,983    |
| 貓頭鷹守護神           | 50% (103) | 53% (15) | 69%      | 53% (21)   | 7.2  | $54,192,454     | $129,192,454    |
| 殺客同萌               | 23% (197) | 10% (32) | 47%      | 33% (29)   | 6.1  | $36,392,502     | $89,792,502     |
| 超人：鋼鐵英雄         | 56% (271) | 62% (47) | 76%      | 55% (47)   | 7.6  | $291,045,518    | $668,045,518    |
| 蝙蝠俠對超人：正義曙光 | 27% (316) | 26% (47) | 69%      | 44% (51)   | 7.2  | $328,843,925    | $871,075,948    |
| 正義聯盟               | 69% (326) | 40% (45) | 73%      | 45% (52)   | 6.5  | $229,024,295    | $657,924,295    |
| 查克·史奈德之正義聯盟  | 71% (302) | 52% (54) | 94%      | 54% (46)   | 8.1  |                 |                 |
| 活屍大軍               | 67% (280) | 75% (48) | 75%      | 57% (43)   | 5.8  |                 |                 |

## 外部連結
- Cruel and Unusual Films （页面存档备份，存于） – Snyder's production company
- 查克·史奈德在互联网电影资料库（IMDb）上的資料（英文）
- TCM电影资料库上Zack Snyder的资料（英文）